# José María López
María „Pechito“ López (* 26. dubna 1983, Río Tercero, Argentina) je argentinský pilot Formule 1. Pro sezonu 2010 byl jmenován pilotem nového týmu US F1, 2. března ohlásil, že ze stáje odchází, protože stáj nestihla nastoupit z finančních důvodů.

## Kariéra před Formulí

### Závodnické začátky
Začal závodit na motokárách, v roce 2001 přestoupil do Formule Renault 2000 Eurocup, kde v první sezoně dojel na 17. místě, o rok později se ziskem jednoho vítězství skončil na 4. příčce, současně jezdil italskou sérii, kde se stal šampionem a porazil zde Roberta Kubicu. Pro rok 2003 se přesunul do Formule Renault V6 Eurocup, se 5 výhrami získal titul.

### Formule 3000 a GP2
V roce 2004 jezdil ve Formuli 3000, v celkovém pořadí se zařadil na 6. pozici. V roce 2005 závodil v nově vzniklé GP2, kde pokračoval i roku 2006 a v poháru jezdců byl desátý.

### Návrat do Argentiny
Část sezony 2007 odjel v American Le Mans Series, poté se vrátil do rodné země, kde závodil v cestovních vozech TC 2000. Roku 2008 získal titul a obhájil jej i v následující sezoně.

## Formule 1
V letech 2004 – 2006 byl členem projektu Renault Driver Development, během sezony 2006 působil jako testovací jezdec Renault F1.
25. ledna 2010 byl oznámen jako jeden z pilotů nového týmu US F1, 2. března ohlásil, že ze stáje odchází, pravděpodobně bude testovat pro HRT , nakonec se zas vrátil do Argentiny a závodí tam v TC 2000.

## Kompletní výsledky
| Legenda k tabulce | Legenda k tabulce                                                                       |
| Barva             | Výsledek                                                                                |
| ----------------- | --------------------------------------------------------------------------------------- |
| Zlatá             | Vítěz                                                                                   |
| Stříbrná          | 2. místo                                                                                |
| Bronzová          | 3. místo                                                                                |
| Zelená            | Bodované umístění                                                                       |
| Modrá             | Nebodované umístění                                                                     |
| Modrá             | Dokončil neklasifikován (NC)                                                            |
| Fialová           | Odstoupil (Ret)                                                                         |
| Červená           | Nekvalifikoval se (DNQ)                                                                 |
| Červená           | Nepředkvalifikoval se (DNPQ)                                                            |
| Černá             | Diskvalifikován (DSQ)                                                                   |
| Bílá              | Nestartoval (DNS)                                                                       |
| Bílá              | Závod zrušen (C)                                                                        |
| Světle modrá      | Pouze trénoval (PO)                                                                     |
| Světle modrá      | Páteční testovací jezdec (TD)                                                           |
| Bez barvy         | Netrénoval (DNP)                                                                        |
| Bez barvy         | Vyřazen (EX)                                                                            |
| Bez barvy         | Nepřijel (DNA)                                                                          |
| Bez barvy         | Odvolal účast (WD)                                                                      |
| Bez barvy         | Nezúčastnil se (prázdné)                                                                |
| Označení          | Význam                                                                                  |
| Tučnost           | Pole position                                                                           |
| Kurzíva           | Nejrychlejší kolo                                                                       |
| †                 | Jezdec nedojel do cíle, ale byl klasifikován, protože odjel více než 90 % délky závodu. |
| ‡                 | Byl udělován poloviční počet bodů, protože bylo odjeto méně než 75 % délky závodu.      |
| Horní index       | Umístění bodujících jezdců ve sprintu                                                   |

### Formule E
| Rok     | Tým                | Auto                | 1       | 2      | 3      | 4       | 5       | 6       | 7       | 8      | 9      | 10     | 11      | 12      | 13      | Body | Umístění  |
| ------- | ------------------ | ------------------- | ------- | ------ | ------ | ------- | ------- | ------- | ------- | ------ | ------ | ------ | ------- | ------- | ------- | ---- | --------- |
| 2016–17 | DS Virgin Racing   | Spark-Virgin DSV-02 | HKG Ret | MAR 10 | BUE 10 | MEX 6   | MON Ret | PAR 2   | BER 4   | BER 5  | NYC    | NYC    | MTL Ret | MTL 3   |         | 65   | 9. místo  |
| 2017–18 | Dragon Racing      | Spark-Penske EV-2   | HKG     | HKG    | MAR 6  | SAN Ret | MEX 12  | PDE 8   | ROM 17† | PAR 10 | BER 18 | ZUR 12 | NYC Ret | NYC Ret |         | 14   | 17. místo |
| 2018–19 | Geox Dragon Racing | Spark-Penske EV-3   | ADR Ret | MAR 11 | SAN 9  | MEX 17  | HKG 11  | SNY Ret | ROM 16  | PAR 13 | MON 10 | BER 20 | BRN DSQ | NYC 12  | NYC Ret | 3    | 21. místo |

### Formule 3000
| Rok  | Tým             | 1       | 2     | 3     | 4     | 5       | 6     | 7     | 8     | 9     | 10      | Body | Umístění |
| ---- | --------------- | ------- | ----- | ----- | ----- | ------- | ----- | ----- | ----- | ----- | ------- | ---- | -------- |
| 2004 | CMS Performance | IMO Ret | CAT 6 | MON 3 | NÜR 5 | MAG Ret | SIL 4 | HOC 6 | HUN 8 | SPA 3 | MNZ Ret | 28   | 6. místo |

### GP2 Series
| Rok  | Tým               | 1         | 2           | 3           | 4           | 5           | 6          | 7           | 8           | 9           | 10          | 11          | 12          | 13         | 14          | 15          | 16        | 17          | 18          | 19          | 20          | 21          | 22        | 23        | Body | Umístění  |
| ---- | ----------------- | --------- | ----------- | ----------- | ----------- | ----------- | ---------- | ----------- | ----------- | ----------- | ----------- | ----------- | ----------- | ---------- | ----------- | ----------- | --------- | ----------- | ----------- | ----------- | ----------- | ----------- | --------- | --------- | ---- | --------- |
| 2005 | DAMS              | IMO FEA 2 | IMO SPR 11  | CAT FEA 6   | CAT SPR 1   | MON FEA Ret | NÜR FEA 13 | NÜR SPR 14  | MAG FEA 2   | MAG SPR Ret | SIL FEA 9   | SIL SPR Ret | HOC FEA 13  | HOC SPR 10 | HUN FEA Ret | HUN SPR Ret | IST FEA 6 | IST SPR 7   | MNZ FEA Ret | MNZ SPR Ret | SPA FEA 10  | SPA SPR 8   | BHR FEA 4 | BHR SPR 4 | 36   | 9. místo  |
| 2006 | Super Nova Racing | VAL FEA 5 | VAL SPR Ret | IMO FEA Ret | IMO SPR Ret | NÜR FEA 4   | NÜR SPR 3  | CAT FEA Ret | CAT SPR Ret | MON FEA Ret | SIL FEA Ret | SIL SPR 3   | MAG FEA Ret | MAG SPR 1  | HOC FEA 7   | HOC SPR 2   | HUN FEA 8 | HUN SPR Ret | IST FEA 9   | IST SPR 11  | MNZ FEA Ret | MNZ SPR Ret |           |           | 30   | 10. místo |